# Âm vị học tiếng Việt
Âm vị học tiếng Việt là môn học nghiên cứu về cách phát âm tiếng Việt. Bài viết này tập trung vào các chi tiết kỹ thuật trong việc phát âm tiếng Việt viết bằng chữ Quốc ngữ.

## Ký hiệu ngữ âm dùng để ký âm tiếng Việt
Các tài liệu ngôn ngữ học ở Việt Nam sử dụng nhiều kiểu ký hiệu ngữ âm khác nhau để ký âm tiếng Việt. Để biểu thị cùng một âm nào đó trong khi tác giả này thì ghi âm đó bằng ký hiệu này thì tác giả khác lại ghi bằng ký hiệu khác. Cùng một ký hiệu lại có thể biểu thị những âm khác nhau tuỳ từng tác giả. Người nghiên cứu ngôn ngữ có thể trộn lẫn các kiểu ký hiệu ngữ âm khác nhau, trộn lẫn cả một số chữ lấy từ văn tự La-tinh tiếng Việt, tạo thành một hệ thống ký hiệu ngữ âm hỗn hợp dùng để ký âm tiếng Việt. Khi người viết không ký âm tiếng Việt bằng ký hiệu ngữ âm quốc tế mà lại không nêu rõ ý nghĩa của ký hiệu mình sử dụng thì người đọc không thể tránh khỏi việc có những lúc không biết chắc được ký hiệu mình gặp phải được dùng để biểu thị thuộc tính ngữ âm gì. Trong bài này, hệ thống ký hiệu ngữ âm được dùng để ký âm tiếng Việt là ký hiệu ngữ âm quốc tế của Hội Ngữ âm học Quốc tế.
Do không hiểu rõ ý nghĩa và cách sử dụng ký hiệu ngữ âm quốc tế mà một số người nghiên cứu ngôn ngữ ở Việt Nam khi ký âm tiếng Việt bằng ký hiệu ngữ âm quốc tế đã dùng sai ký hiệu. Âm xát ngạc mềm vô thanh lẽ ra phải được ký âm bằng ký hiệu ngữ âm quốc tế là /x/ (tự mẫu La-tinh "ích-xì" viết thường) thì lại bị nhiều người ký âm nhầm là /χ/ (tự mẫu tiếng Hy Lạp "khi" viết thường). Trong bảng ký hiệu ngữ âm quốc tế, /χ/ được dùng làm ký hiệu biểu thị âm xát thuỳ ngạc vô thanh chứ không phải là âm xát ngạc mềm vô thanh. Nhiều người nghiên cứu ngôn ngữ ở Việt Nam không phân biệt âm tắc đôi môi hữu thanh /b/ với âm nổ trong đôi môi hữu thanh /ɓ/, âm tắc lợi hữu thanh /d/ với âm nổ trong lợi hữu thanh /ɗ/. Ở Việt Nam, hai âm nổ trong /ɓ/ và /ɗ/ trong tiếng Việt hay bị ký âm là /b/ và /d/.

## Phụ âm đầu
Với phụ âm, có hai giọng chính, giọng Hà Nội và Sài Gòn. Những phụ âm chỉ tồn tại trong giọng Hà Nội có màu đỏ, và những phụ âm chỉ tồn tại trong giọng Sài Gòn có màu xanh.
|              |               | Môi | Răng/Lợi | Sau lợi | Ngạc cứng | Ngạc mềm | Thanh hầu |
| ------------ | ------------- | --- | -------- | ------- | --------- | -------- | --------- |
| Mũi          | Mũi           | m   | n        |         | ɲ         | ŋ        |           |
| Tắc/ Tắc-xát | Không bật hơi | (p) | t        | ʈ       | c         | k        | (ʔ)       |
| Tắc/ Tắc-xát | Bật hơi       |     | tʰ       |         |           |          |           |
| Tắc/ Tắc-xát | Thanh hầu hóa | ɓ   | ɗ        |         |           |          |           |
| Xát          | Không bật hơi | f   | s        | ʂ       |           | x        | h         |
| Xát          | Hữu thanh     | v   | z        |         |           | ɣ        |           |
| Tiếp cận     | Tiếp cận      |     | l        |         | j         | w        |           |
| R-tính       | R-tính        |     | r        |         |           |          |           |

Tại nhiều vùng ở miền Bắc Bộ Việt Nam, cặp âm mũi - phi mũi /n/ và /l/ đã hợp nhất làm một, chúng không còn là hai âm vị đối lập nhau nữa. Một số người bản ngữ tiếng Việt thiếu hiểu biết về ngôn ngữ học cho rằng việc phát âm phụ âm đầu của từ có hình thức chính tả bắt đầu bằng tự mẫu l thành /n/, n thành /l/ là "nói ngọng". Hiện tượng không còn phân biệt /n/ với /l/ trong các từ có hình thức chính tả bắt đầu bằng tự mẫu n hoặc l có ba kiểu biểu hiện:
1. Phụ âm đầu của mọi từ có hình thức chính tả bắt đầu bằng n hoặc l đều là /n/.
2. Phụ âm đầu của từ đều là /l/.
3. Ở một số từ phụ âm đầu đối ứng với tự mẫu n đứng đầu hình thức chính tả của từ là /n/, với l là /l/, ở một số từ khác âm đối với n là /l/, với l là /n/.

Trong phương ngữ Bắc Bộ, một số từ có phụ âm đầu là âm mũi ngạc cứng hữu thanh /ɲ/, chẳng hạn như nhuộm, nhức, nhỏ (nhỏ trong nhỏ giọt, không phải nhỏ trong nhỏ bé), nhổ, nhốt, còn có biến thể ngữ âm có phụ âm đầu là /z/. Âm /z/ này được ghi lại bằng tự mẫu d hoặc gi hoặc r tuỳ từng từ (ít nhất là một trong ba tự mẫu đó, có khi là hai, thậm chí là cả ba).
Một số từ có phụ âm đầu là âm mũi ngạc mềm hữu thanh /ŋ/ còn có biến thể ngữ âm có phụ âm đầu là âm xát ngạc mềm hữu thanh /ɣ/, được sử dụng tại một số nơi ở Bắc Bộ. Thí dụ: từ ngáy (ngáy trong ngáy ngủ), ngẫm (ngẫm trong suy ngẫm) còn có biến thể ngữ âm là gáy, gẫm.
Trong phương ngữ Bắc Bộ, âm tắc đôi một vô thanh /p/ chỉ là phụ âm đầu trong một số ít từ ngữ được vay mượn từ các ngôn ngữ khác, chủ yếu là từ tiếng Pháp. Trên văn tự, âm /p/ được ghi lại bằng tự mẫu p. Không phải từ nào trong ngôn ngữ khác có phụ âm đầu /p/ thì từ tiếng Việt bắt nguồn từ từ đó cũng sẽ có phụ âm đầu là /p/. Ở một số từ âm /p/ được thay thế bằng âm /ɓ/. Thí dụ: cả hai âm tiết của từ búp bê (bắt nguồn từ từ tiếng Pháp poupée /pu.pe/) đều có phụ âm đầu là /ɓ/ chứ không phải là /p/. Trong phương ngữ Nam Bộ, phụ âm đầu của các từ có hình thức chính tả bắt đầu bằng tự mẫu p là /ɓ/.
Âm tắc thanh hầu /ʔɓ, ʔɗ/ được phát âm với thanh môn luôn đóng trước khi đóng miệng. Việc thanh môn thường không được mở trước khi mở miệng tạo nên âm hút vào. Tuy nhiên, thỉnh thoảng thanh môn được mở trước khi mở miệng, tạo nên âm [ʔb, ʔd]. Do đó, tính chất chủ đạo của âm này là tiền âm thanh hầu hơn là âm nổ.
/tʰ, t/ là âm răng-chân răng ([t̪ʰ, t̪]), còn /ɗ, n/ là âm đầu lưỡi-chân răng.
/c, ɲ/ là âm phiến lưỡi-âm vòm lợi (bản lưỡi chạm vào vòm lợi).
/c/ thường được phát âm hơi tắc xát thành [t͡ɕ], nhưng không bật hơi.
Một âm tắc thanh hầu vô thanh /ʔ/ được chèn vào từ bắt đầu bằng một nguyên âm hay bán nguyên âm /w/ trong giọng Hà Nội.
| ăn | /ăn/ | → | [ʔăn] |
| uỷ | /wi/ | → | [ʔwi] |

### Hà Nội
- /ɹ/, /j/, và /w/ chỉ có trong các từ mượn.
- /s, z/ là âm răng-phiến lưỡi-chân răng: [s̪, z̪].
- /l/ là âm đầu lưỡi-chân răng.
- Không có các phụ âm quặt lưỡi /ʈʂ/, /ʂ/, /ʐ/ thay vào đó là âm đầu lưỡi: /tʃ/, /ʃ/, /ʒ/ trong trường phổ thông.

### Sài Gòn
- /s/ là âm đầu lưỡi-chân răng.
- /l/ là âm phiến lưỡi-vòm lợi: [lʲ].
- Một số người không phát âm tách biệt /s/ và /ʂ/. Hai âm này đang mất dần sự phân biệt.
- Một số người không phát âm tách biệt /c/ và /ʈ/. Hai âm này đang mất dần sự phân biệt
- Mẫu tự v thường được đọc là /j/ trong văn nói thường ngày, nhưng người đọc thường đọc là /v/ khi đọc văn bản. Nó được phát âm là /v/ hoặc là /ʋ/ hoặc là /w/ trong từ mượn (va li đọc như wa li, ti vi đọc như ti wi, van đọc như wan, vân vân). Có một số người phát âm như phụ âm chùm với "âm đệm" /j/ [vj, bj, βj], môi khép lúc đầu môi mở và chuyển ngay qua âm /j/, cách đọc này còn được bảo lưu trong các loại hình diễn xướng truyền thống như Hát bội (Tuồng), Đờn ca Tài tử, Cải Lương. Đây chính là hệ quả của việc hợp nhất và biến đổi âm /v/ trong phương ngữ miền Nam, (nhưng /v/ luôn có ở các phương ngữ miền Bắc và miền Trung).
- Một số người phát âm d như là [j], và gi như là [z] trong các tình huống cần phân biệt, đa phần phát âm cả hai thành [j].
- Trong phương ngữ miền Nam, mẫu tự r có nhiều cách đọc khác nhau tùy thuộc vào người nói. Một người còn có thể có nhiều cách phát âm. Nó có nhiều dạng như âm đầu lưỡi vòm cứng xát [ʐ], âm chân răng tiếp cận [ɹ], âm chân răng vỗ [ɾ], âm chân răng rung [r], hoặc âm xát vỗ/rung [ɾ̞, r̝]. Ở khu vực giáp ranh giữa Thành phố Hồ Chí Minh và Long An (các huyện Bình Chánh, Cần Giuộc, Cần Đước) mẫu tự r phát âm là [j]. Tại nhiều khu vực ở đồng bằng sông Cửu Long mẫu tự r phát âm là [ɣ].

#### Lược giảm phụ âm chùm
Trong tiếng Sài Gòn, tất cả phụ âm đầu + cụm /w/ đều bị lược giảm:
- Sau phụ âm vòm mềm /k, ŋ, ɣ/ và phụ âm thanh hầu /h, ʔ/, phụ âm đi trước được lược bỏ, phụ âm xát vòm mềm vô thanh /x/ mẫu tự kh biến đổi thành phụ âm môi-môi, môi-răng vô thanh tương ứng /ɸ/, /f/ và âm đệm /w/ được lược bỏ, ví dụ: cá khoai đọc như cá phai, khóa máy đọc như phá máy, khỏe không? đọc như phẻ không?.

| u-/o-     | /ʔw/ | → | u/o | /w/ |
| hu-/ho-   | /hw/ | → | u/o | /w/ |
| qu-       | /kw/ | → | u/o | /w/ |
| go-       | /ɣw/ | → | o   | /w/ |
| ngu-/ngo- | /ŋw/ | → | u/o | /w/ |
- Sau phụ âm môi-môi, môi răng /m, ɓ, f, v/ với âm đệm tròn môi /w/ theo sau chỉ có một số ít từ và hầu hết là từ mượn tiếng Pháp, ví dụ: tiền boa (pourboire), đậu pơ-ti-poa (petit pois), xe buýt (bus), vải voan (voile). Phụ âm giữa nguyên và âm đệm được lược bỏ và đọc như: tiền bo, đậu bo, xe bít, vải von.
- Các phụ âm chùm thuộc các cơ quan cấu âm còn lại (chân răng, chân răng sau, vòm cứng) với âm đệm /w/, phụ âm giữ nguyên và âm đệm bị lược bỏ như trên, ví dụ: vô duyên đọc như vô diên, cái loa (hát) đọc như cái lo.

### Ví dụ so sánh
Trong giọng Hà Nội, d, gi và r đều được phát âm là /z/, còn x và s đều được phát âm là /s/. Bảng bên dưới cho thấy sự khác nhau:
| Phụ âm | Phụ âm  | Phụ âm | Phụ âm  | Phụ âm              |
| Hà Nội | Sài Gòn | Ví dụ  | Ví dụ   | Ví dụ               |
| Hà Nội | Sài Gòn | Từ     | Hà Nội  | Sài Gòn             |
| ------ | ------- | ------ | ------- | ------------------- |
| /v/    | /j/     | vợ     | /və˨˩ˀ/ | /vjə˨˧/ hoặc /jə˨˧/ |
| /z/    | /j/     | da     | /za˧/   | /ja˧/               |
| /z/    | /j/     | gia    | /za˧/   | /ja˧/               |
| /z/    | /r/     | ra     | /za˧/   | /ra˧/               |
| /c/    | /c/     | chẻ    | /tɕɛ˧˩/ | /cɛ˩˥/              |
| /c/    | /ʈ/     | trẻ    | /tɕɛ˧˩/ | /ʈɛ˩˥/              |
| /s/    | /s/     | xinh   | /siŋ˧/  | /sɨn˧/              |
| /s/    | /ʂ/     | sinh   | /siŋ˧/  | /ʂɨn˧/              |

## Nguyên âm

### Nguyên âm hạt nhân
|           | Trước        | Giữa         | Sau          |
| --------- | ------------ | ------------ | ------------ |
| Đôi, giữa | /iə̯/ ⟨ia~iê⟩ | /ɨə̯/ ⟨ưa~ươ⟩ | /uə̯/ ⟨ua~uô⟩ |
| Đóng      | i ⟨i, y⟩     | ɨ ⟨ư⟩        | u ⟨u⟩        |
| Nửa mở    | e ⟨ê⟩        | ə ⟨ơ⟩ ə̆ ⟨â⟩  | o ⟨ô⟩        |
| Mở        | ɛ ⟨e⟩        | a ⟨a⟩ ă ⟨ă⟩  | ɔ ⟨o⟩        |
Bảng IPA của nguyên âm ở trên dựa theo giọng Hà Nội; các vùng khác có thể có sự khác biệt. Nguyên âm hạt nhân bao gồm nguyên âm đơn (nguyên âm đơn giản) và ba nguyên âm đôi giữa.
- Tất cả các nguyên âm đều là nguyên âm không tròn môi chỉ trừ ba nguyên âm sau: /u, o, ɔ/.
- /ə̆/ và /ă/ được phát âm ngắn — ngắn hơn những nguyên âm khác.
- Dù /ə̆/ và /ə/ có một số điểm khác nhau, nhưng nó vẫn được coi gần như là giống nhau.[11]
- /ɨ/: Nhiều nguồn, ví dụ như Thompson, Nguyễn (1970), Nguyễn (1997), coi nguyên âm này là nguyên âm đóng sau không tròn môi: [ɯ]. Tuy nhiên, Han[12] cho rằng nguyên âm này giống nguyên âm nửa mở hơn là sau. Hoang (1965), Brunelle (2003) và Phạm (2006) cũng miêu tả nguyên âm này là nguyên âm nửa mở.
- Theo Hoang (1965), /ə, ə̆, a/ là nguyên âm nửa mở [ɘ, ɐ, ä], trong khi /ă/ là nguyên âm sau [ɑ].[13]
- Nguyên âm /i, u, ɨ/ trở thành [ɪ, ʊ, ɪ̈] khi đứng trước /k, ŋ/: lịch /lik˩/ → [lɪk˩], chúc /cuk˧˥/ → [cʊk˧˥], thức /tʰɨk˧˥/ → [tʰɪ̈k˧˥] vv.
- Thompson (1965) chỉ ra trong tiếng Hà Nội, nguyên âm đôi iê /iə̯/, ươ /ɨə̯/, uô /uə̯/, có thể bị phát âm thành [ie̯, ɨə̯, uo̯], nhưng khi đứng trước /k, ŋ/ và trong âm tiết mở, chúng luôn được đọc là [iə, ɨə, uə].
- Trong phương ngữ miền Nam, các nguyên âm đóng và nửa mở /i, ɨ, u, e, ə, o/ là nguyên âm đôi trong các âm tiết mở: [ɪi̯, ɪ̈ɨ̯, ʊu̯, ɛe̯, ɜɘ̯, ɔo̯]:[cần dẫn nguồn]

### Nguyên âm đóng
Trong tiếng Việt, các nguyên âm hạt nhân có thể kết hợp với âm lướt /j/ hoặc /w/ để tạo thành nguyên âm đôi và nguyên âm ba. Sau đây là bảng liệt kê các nguyên âm đóng dựa trên phương ngữ miền Bắc.
|             | Âm lướt /w/ | Âm lướt /w/         | Âm lướt /j/         | Âm lướt /j/ |
| Trước       | Giữa        | Giữa                | Sau                 |             |
| ----------- | ----------- | ------------------- | ------------------- | ----------- |
| Đôi, nửa mở | /iə̯w/ ⟨iêu⟩ | /ɨə̯w/ ⟨ươu⟩         | /ɨə̯j/ ⟨ươi⟩         | /uə̯j/ ⟨uôi⟩ |
| Đóng        | /iw/ ⟨iu⟩   | /ɨw/ ⟨ưu⟩           | /ɨj/ ⟨ưi⟩           | /uj/ ⟨ui⟩   |
| Nửa mở      | /ew/ ⟨êu⟩   | – /ə̆w/ ⟨âu⟩         | /əj/ ⟨ơi⟩ /ə̆j/ ⟨ây⟩ | /oj/ ⟨ôi⟩   |
| Mở          | /ɛw/ ⟨eo⟩   | /aw/ ⟨ao⟩ /ăw/ ⟨au⟩ | /aj/ ⟨ai⟩ /ăj/ ⟨ay⟩ | /ɔj/ ⟨oi⟩   |
Thompson (1965) nói rằng ở Hà Nội, những từ có âm ưu và ươu được đọc là /iw, iəw/, trong khi những vùng khác ở Bắc Bộ vẫn phát âm là /ɨw/ và /ɨəw/. Những người Hà Nội phát âm là /ɨw/ và /ɨəw/ chỉ đang dùng cách phát âm đánh vần.

## Phụ âm cuối
- Khi âm tắc /p, t, k/ nằm ở cuối từ, chúng sẽ bị câm [p̚, t̚, k̚]:

| đáp  | /ɗaːp/ | → | [ʔɗaːp̚] |
| mát  | /maːt/ | → | [maːt̚]  |
| khác | /xaːk/ | → | [xaːk̚]  |
- Khi âm vòm mềm /k, ŋ/ nằm tiếp sau /u, w/, chúng được phát âm với hai môi khép [k͡p, ŋ͡m] hoặc bị âm môi hóa [kʷ̚, ŋʷ].

| đọc   | /ɗɔk/ | → | [ɗău̯k͡p̚], [ɗău̯kʷ̚] |
| độc   | /ɗok/ | → | [ɗə̆u̯k͡p̚], [ɗə̆u̯kʷ̚] |
| đục   | /ɗuk/ | → | [ɗʊk͡p̚], [ɗʊkʷ̚]   |
| phòng | /fɔŋ/ | → | [fău̯ŋ͡m], [fău̯ŋʷ] |
| ông   | /oŋ/  | → | [ə̆u̯ŋ͡m], [ə̆u̯ŋʷ]   |
| ung   | /uŋ/  | → | [ʔʊŋ͡m], [ʔʊŋʷ]   |

## Thanh điệu
Giữa các phương ngữ của tiếng Việt có nhiều khác biệt về thanh điệu. Về mặt chính tả, các thanh điệu được xếp thành sáu loại: ngang, huyền, sắc, hỏi, ngã, nặng. Các thanh khác nhau về
- Độ cao
- Độ dài
- Biến thiên giai điệu
- Cường độ
- Cách phát âm

Không như các ngôn ngữ Mỹ bản địa, Phi hay Trung Quốc, thanh điệu của tiếng Việt không hoàn toàn dựa vào sự biến điệu của thanh, thay vào đó dựa vào nhiều yếu tố phức tạp khác nhau (bao gồm cách phát âm, cao độ, độ dài, nguyên âm, vv). Cho nên nói chính xác thì tiếng Việt là ngôn ngữ giàu ngữ vực chứ không phải là ngôn ngữ "thuần" thanh điệu.
Trong chính tả, dấu thanh được viết trên hoặc dưới nguyên âm.

### Phương ngữ miền Bắc
Sáu thanh điệu trong tiếng Hà Nội và một số vùng lân cận:

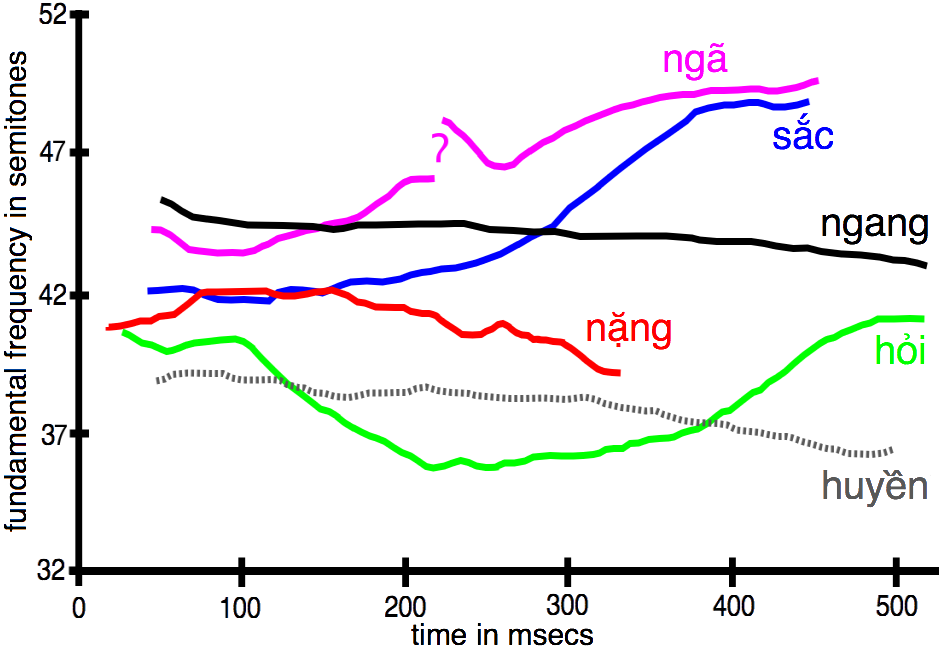
Thanh điệu trong phương ngữ miền Bắc (không phải Hà Nội) của một người nam. Của Nguyễn & Edmondson (1998)

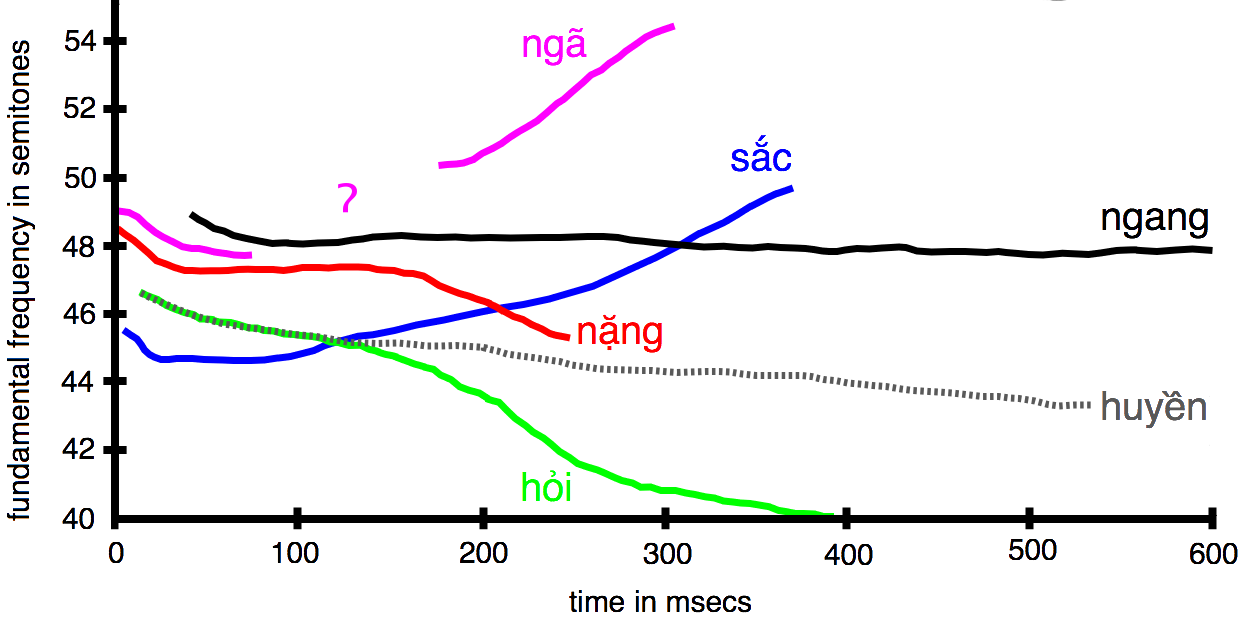
Thanh điệu trong tiếng Hà Nội của một người nữ. Của Nguyễn & Edmondson (1998)

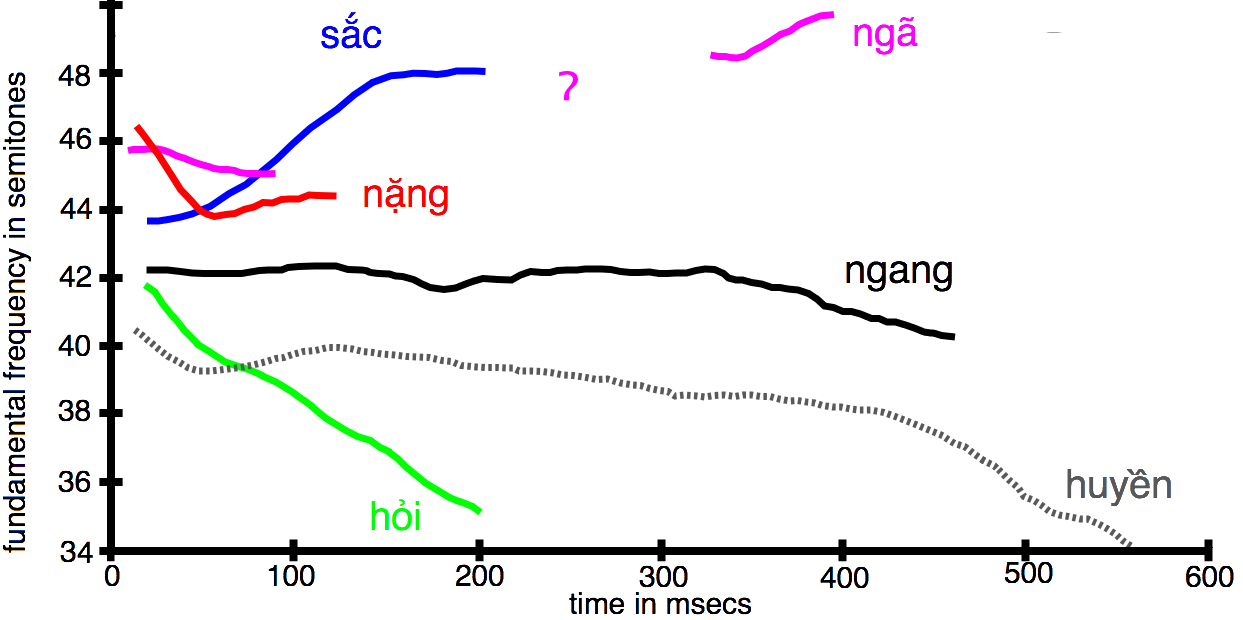
Thanh điệu trong tiếng Hà Nội của một người nữ khác. Của Nguyễn & Edmondson (1998)

| Thanh điệu | ID thanh | Miêu tả                   | Biến thể thanh điệu          | Dấu         | Ví dụ |
| ---------- | -------- | ------------------------- | ---------------------------- | ----------- | ----- |
| ngang      | A1       | ngang                     | ˧ (33)                       | (không dấu) | ba    |
| huyền      | A2       | thấp dần                  | ˨˩ (21) hoặc (31)            | `           | bà    |
| sắc        | B1       | cao dần, mạnh             | ˧˥ (35)                      | ´           | bá    |
| nặng       | B2       | thấp dần, tắc, ngắn       | ˧ˀ˨ʔ (3ˀ2ʔ) hoặc ˧ˀ˩ʔ (3ˀ1ʔ) | ̣            | bạ    |
| hỏi        | C1       | thấp dần rồi cao dần, thô | ˧˩˧ (313) hoặc (323) or (31) | ̉            | bả    |
| ngã        | C2       | cao dần, tắc              | ˧ˀ˥ (3ˀ5) hoặc (4ˀ5)         | ˜           | bã    |

## Âm tiết và sắp xếp âm
|                                               |            | Không âm cuối                              | Âm cuối trượt                              | Âm cuối trượt                              | Âm cuối là phụ âm mũi                      | Âm cuối là phụ âm mũi                      | Âm cuối là phụ âm mũi                      | Âm cuối là phụ âm mũi                      | Âm cuối là phụ âm tắc | Âm cuối là phụ âm tắc | Âm cuối là phụ âm tắc | Âm cuối là phụ âm tắc |
| ∅                                             | /j/        | /w/                                        | /m/                                        | /n/                                        | /ɲ/                                        | /ŋ/                                        | /p/                                        | /t/                                        | /c/                   | /k/                   |                       |                       |
| --------------------------------------------- | ---------- | ------------------------------------------ | ------------------------------------------ | ------------------------------------------ | ------------------------------------------ | ------------------------------------------ | ------------------------------------------ | ------------------------------------------ | --------------------- | --------------------- | --------------------- | --------------------- |
| Nguyên âm hạt nhân                            | /ă/        |                                            | ạy [ăj]                                    | ạu [ăw]                                    | ặm [ăm]                                    | ặn [ăn]                                    | ạnh [ăɲ]                                   | ặng [ăŋ]                                   | ặp [ăp]               | ặt [ăt]               | ạch [ăc]              | ặc [ăk]               |
| Nguyên âm hạt nhân                            | /a/        | ạ, (gi)à, (gi)ả, (gi)ã, (gi)á [a]          | ại [aj]                                    | ạo [aw]                                    | ạm [am]                                    | ạn [an]                                    |                                            | ạng [aŋ]                                   | ạp [ap]               | ạt [at]               |                       | ạc [ak]               |
| Nguyên âm hạt nhân                            | /ɛ/        | ẹ [ɛ]                                      |                                            | ẹo [ɛw]                                    | ẹm [ɛm]                                    | ẹn [ɛn]                                    |                                            | ẹng [ɛŋ]                                   | ẹp [ɛp]               | ẹt [ɛt]               |                       | ẹc [ɛk]               |
| Nguyên âm hạt nhân                            | /ɔ/        | ọ [ɔ]                                      | ọi [ɔj]                                    |                                            | ọm [ɔm]                                    | ọn [ɔn]                                    |                                            | ọng, oọng [ɔŋ]                             | ọp [ɔp]               | ọt [ɔt]               |                       | ọc, oọc [ɔk]          |
| Nguyên âm hạt nhân                            | /ə̆/        |                                            | ậy [ə̆j]                                    | ậu [ə̆w]                                    | ậm [ə̆m]                                    | ận [ə̆n]                                    |                                            | ậng [ə̆ŋ]                                   | ập [ə̆p]               | ật [ə̆t]               |                       | ậc [ə̆k]               |
| Nguyên âm hạt nhân                            | /ə/        | ợ [ə]                                      | ợi [əj]                                    |                                            | ợm [əm]                                    | ợn [ən]                                    |                                            |                                            | ợp [əp]               | ợt [ət]               |                       |                       |
| Nguyên âm hạt nhân                            | /e/        | ệ [e]                                      |                                            | ệu [ew]                                    | ệm [em]                                    | ện [en]                                    | ệnh [??]                                   |                                            | ệp [ep]               | ệt [et]               | ệch [??]              |                       |
| Nguyên âm hạt nhân                            | /o/        | ộ [o]                                      | ội [oj]                                    |                                            | ộm [om]                                    | ộn [on]                                    |                                            | ộng, ôộng [oŋ]                             | ộp [op]               | ột [ot]               |                       | ộc, ôộc [ok]          |
| Nguyên âm hạt nhân                            | /i/        | ị, ỵ [i]                                   |                                            | ịu [iw]                                    | ịm, ỵm [im]                                | ịn [in]                                    | ịnh [ɪɲ]                                   |                                            | ịp, ỵp [ip]           | ịt [it]               | ịch, ỵch [ɪc]         |                       |
| Nguyên âm hạt nhân                            | /ɨ/        | ự [ɨ]                                      | ựi [ɨj]                                    | ựu [ɨw]                                    |                                            |                                            |                                            | ựng [ɪ̈ŋ]                                   |                       | ựt [ɨt]               |                       | ực [ɪ̈k]               |
| Nguyên âm hạt nhân                            | /u/        | ụ [u]                                      | ụi [uj]                                    |                                            | ụm [um]                                    | ụn [un]                                    |                                            | ụng [ʊŋ]                                   | ụp [up]               | ụt [ut]               |                       | ục [ʊk]               |
| Nguyên âm hạt nhân                            | /iə/       | ịa, (g)ịa, yạ [iə]                         |                                            | iệu, yệu [iəw]                             | iệm, yệm [iəm]                             | iện, yện [iən]                             |                                            | iệng, yệng [iəŋ]                           | iệp, yệp [iəp]        | iệt, yệt [iət]        |                       | iệc [iək]             |
| Nguyên âm hạt nhân                            | /ɨə/       | ựa [ɨə]                                    | ượi [ɨəj]                                  | ượu [ɨəw]                                  | ượm [ɨəm]                                  | ượn [ɨən]                                  |                                            | ượng [ɨəŋ]                                 | ượp [ɨəp]             | ượt [ɨət]             |                       | ược [ɨək]             |
| Nguyên âm hạt nhân                            | /uə/       | ụa [uə]                                    | uội [uəj]                                  |                                            | uộm [uəm]                                  | uộn [uən]                                  |                                            | uộng [uəŋ]                                 |                       | uột [uət]             |                       | uộc [uək]             |
| Âm lướt vòm mềm đứng trước nguyên âm hạt nhân | /ʷă/       |                                            | oạy, (q)uạy [ʷăj]                          |                                            | oặm, (q)uặm [ʷăm]                          | oặn, (q)uặn [ʷăn]                          | oạnh, (q)uạnh [ʷăɲ]                        | oặng, (q)uặng [ʷăŋ]                        | oặp, (q)uặp [ʷăp]     | oặt, (q)uặt [ʷăt]     | oạch, (q)uạch [ʷăc]   | oặc, (q)uặc [ʷăk]     |
| Âm lướt vòm mềm đứng trước nguyên âm hạt nhân | /ʷa/       | oạ, (q)uạ [ʷa]                             | oại, (q)uại [ʷaj]                          | oạo, (q)uạo [ʷaw]                          | oạm, (q)uạm [ʷam]                          | oạn, (q)uạn [ʷan]                          |                                            | oạng, (q)uạng [ʷaŋ]                        | oạp, (q)uạp [ʷap]     | oạt, (q)uạt [ʷat]     |                       | oạc, (q)uạc [ʷak]     |
| Âm lướt vòm mềm đứng trước nguyên âm hạt nhân | /ʷɛ/       | oẹ, (q)uẹ [ʷɛ]                             |                                            | oẹo, (q)uẹo [ʷɛw]                          | oẹm, (q)uẹm [ʷɛm]                          | oẹn, (q)uẹn [ʷɛn]                          |                                            | oẹng, (q)uẹng [ʷɛŋ]                        |                       | oẹt, (q)uẹt [ʷɛt]     |                       |                       |
| Âm lướt vòm mềm đứng trước nguyên âm hạt nhân | /ʷə̆/       |                                            | uậy [ʷə̆j]                                  |                                            |                                            | uận [ʷə̆n]                                  |                                            | uậng [ʷə̆ŋ]                                 |                       | uật [ʷə̆t]             |                       |                       |
| Âm lướt vòm mềm đứng trước nguyên âm hạt nhân | /ʷə/       | uợ [ʷə]                                    |                                            |                                            |                                            |                                            |                                            |                                            |                       |                       |                       |                       |
| Âm lướt vòm mềm đứng trước nguyên âm hạt nhân | /ʷe/       | uệ [ʷe]                                    |                                            | uệu [ʷew]                                  |                                            | uện [ʷen]                                  | uệnh [??]                                  |                                            |                       | uệt [ʷet]             | uệch [??]             |                       |
| Âm lướt vòm mềm đứng trước nguyên âm hạt nhân | /ʷo/       |                                            | uội [ʷoj]                                  |                                            | uộm [ʷom]                                  | uộn [ʷon]                                  |                                            | uộng [ʷoŋ]                                 |                       | uột [ʷot]             |                       | uộc [ʷok]             |
| Âm lướt vòm mềm đứng trước nguyên âm hạt nhân | /ʷi/       | uỵ [ʷi]                                    |                                            | uỵu [ʷiw]                                  |                                            | uỵn [ʷin]                                  | uỵnh [ʷɪɲ]                                 |                                            | uỵp [ʷip]             | uỵt [ʷit]             | uỵch [ʷɪc]            |                       |
| Âm lướt vòm mềm đứng trước nguyên âm hạt nhân | /ʷiə/      | uỵa [ʷiə]                                  |                                            |                                            |                                            | uyện [ʷiən]                                |                                            |                                            |                       | uyệt [ʷiət]           |                       |                       |
| Thanh điệu                                    | Thanh điệu | a /a/, à /â/, á /ǎ/, ả /a᷉/, ã /ǎˀ/, ạ /âˀ/ | a /a/, à /â/, á /ǎ/, ả /a᷉/, ã /ǎˀ/, ạ /âˀ/ | a /a/, à /â/, á /ǎ/, ả /a᷉/, ã /ǎˀ/, ạ /âˀ/ | a /a/, à /â/, á /ǎ/, ả /a᷉/, ã /ǎˀ/, ạ /âˀ/ | a /a/, à /â/, á /ǎ/, ả /a᷉/, ã /ǎˀ/, ạ /âˀ/ | a /a/, à /â/, á /ǎ/, ả /a᷉/, ã /ǎˀ/, ạ /âˀ/ | a /a/, à /â/, á /ǎ/, ả /a᷉/, ã /ǎˀ/, ạ /âˀ/ | á /á/, ạ /à/          | á /á/, ạ /à/          | á /á/, ạ /à/          | á /á/, ạ /à/          |

^ Notes: 
- Những vần không phổ biến có thể sẽ không xuất hiện trong bản.
- Thanh nặng được thêm vào tất cả các vần chỉ mang tính chất minh họa. Cần phân biệt vần nào mang dấu nào. Xem thêm Quy tắc đặt dấu thanh trong chữ quốc ngữ. Không phải vần nào cũng xuất hiện và không phải vần nào cũng mang dấu nặng.
- Phiên âm IPA được dựa trên quy ước của Wikipedia. Các phương ngữ khác nhau có thể có các cách phát âm khác nhau